# Вершинин, Василий Григорьевич
Васи́лий Григо́рьевич Верши́нин (1912—1995) — советский металлург, Герой Социалистического Труда.

## Биография
Родился 7 февраля 1912 года в деревне Александровка (ныне — Лямбирского района Мордовии) в крестьянской семье.
Окончил Уральский индустриальный институт (1936), инженер-металлург.
В 1936—1939 годах — на Алапаевском металлургическом заводе: подручный сталевара, начальник мартеновского цеха; в 1939—1949 гг. — директор Добрянского металлургического завода; в 1949—1961 гг. — директор Северского металлургического завода.
При нём развились и окрепли материально-техническая, экономическая и социальная базы Северского завода и г. Полевского. Построены новые цеха, освоены новые виды продукции, более чем в 3-4 раза увеличилось производство стали, проката, в 2,5 раза — производительность труда, впервые освоено и изготовлено более 2000 т оцинкованной посуды (1954). Инициатор строительства трёх трубных цехов на Северском заводе.
В 1961—1963 гг. — начальник управления чёрной металлургии Среднеуральского совнархоза; в 1963—1966 гг. — заместитель председателя Свердловского совнархоза.
В 1966—1982 — начальник территориального ПО, генеральный директор ПМО «Уралчермет».
Был депутатом Добрянского, Алапаевского, Полевского городских советов, Свердловского областного Совета депутатов трудящихся. Делегат XXIII съезда КПСС.
Умер 30 октября 1995 года в Екатеринбурге, похоронен на Широкореченском кладбище.
Именем Вершинина в 1995 году названа улица в Полевском. В 1998 году на здании заводоуправления Северского завода установлен барельеф и мемориальная доска.

## Награды
- Герой Социалистического Труда (1958).
- Награждён орденами Ленина (1958, 1966), Трудового Красного Знамени (1945, 1954, 1981), Октябрьской Революции (1971), «3нак Почета» (1982), а также медалями, в числе которых «За трудовую доблесть» (1950), «За трудовое отличие» (1949), «За доблестный труд в Великой Отечественной войне 1941—1945 гг.».
- Заслуженный металлург РСФСР (1977).
- Почётный гражданин Полевского (1978).
- Почётный гражданин Добрянки (1993)[4].